# Apatophysis danczenkoi
Apatophysis danczenkoi là một loài bọ cánh cứng trong họ Cerambycidae.